# Francis Hoenselaar
Francis Hoenselaar (ur. 15 stycznia 1965 w Rotterdamie), pseudonim The Dutch Crown – holenderska darterka, wielokrotna mistrzyni Holandii, zdobywczyni mistrzostwa świata federacji BDO w 2009 roku, po wygranej z Triną Gulliver, z którą przegrywała pięciokrotnie w poprzednich latach w finale tego turnieju (2002, 2004 – 2007).

## Występy na mistrzostwach świata

### Zwycięstwa
| Rok  | Przeciwniczka  | Wynik |
| ---- | -------------- | ----- |
| 2009 | Trina Gulliver | 2-1   |

### 2. miejsca
| Rok  | Przeciwniczka  | Wynik |
| ---- | -------------- | ----- |
| 2002 | Trina Gulliver | 2-1   |
| 2004 | Trina Gulliver | 2-0   |
| 2005 | Trina Gulliver | 2-0   |
| 2006 | Trina Gulliver | 2-0   |
| 2007 | Trina Gulliver | 2-1   |